# Astrid Strauß
Astrid Strauß (Berlino Est, 24 dicembre 1968) è un'ex nuotatrice tedesca.
Nuotatrice specializzata nei 400 m e 800 m sl; conquistò l'argento all'Olimpiade di Seul 1988 negli 800 m sl vinti da Janet Evans.
Nel suo palmarès vi sono anche due titoli mondiali (Madrid 1986, 800 msl e 4x200 m sl), e ben otto titoli europei (di cui quattro individuali a Roma 1983 e Sofia 1985, sempre nelle distanze 400 m sl e 800 m sl).